# Rhynchagrotis brunneipennis
Rhynchagrotis brunneipennis är en fjärilsart som beskrevs av Augustus Radcliffe Grote 1875. Rhynchagrotis brunneipennis ingår i släktet Rhynchagrotis och familjen nattflyn. Inga underarter finns listade.